# Talahon
Talahon (ar. Taeal huna – Chodź tu!) – subkultura młodzieżowa od roku 2024 zyskująca na popularności w Niemczech. Określenie talahon nie jest słowem obraźliwym. W Niemczech wyraz talahon jest faworytem do młodzieżowego słowa roku 2024. Określenie talahon zostało spopularyzowane na Tiktoku przez frankfurckiego rapera Hagena Hassana. Bazując na popularności słowa talahon wśród niemieckiej młodzieży, znana sieć supermarketów Edeka stworzyła półkę z produktami dedykowanymi talahonom.
Talahon to nastolatek, lub młody mężczyzna w wieku od 14 do 25 lat, najczęściej potomek imigrantów z krajów arabskich, posiadający niemieckie obywatelstwo, mający ultrakonserwatywny światopogląd: tradycyjne rozumienie męskości (negatywnie nastawiony do kobiet, seksistowski, patriarchalny, przemocowy).
Subkulturę talahon charakteryzuje: sportowy markowy ubiór, bejsbolówki Gucciego, t-shirty luksusowych marek, saszetki biodrowe, eksponują grube łańcuchy, buty Nike Air Max. Jej przedstawiciele mają ogolone głowy, chodzą po centrach miast w grupach.